# Sutești
Sutești è un comune della Romania di 2 211 abitanti, ubicato nel distretto di Vâlcea, nella regione storica dell'Oltenia. 
Il comune è formato dall'unione di 4 villaggi: Boroșești, Mazili, Sutești, Verdea.
Nel 2004 si è staccato da Sutești il villaggio di Mitrofani, andato a formare un comune autonomo.